# Astronidium cuneatum
Astronidium cuneatum är en tvåhjärtbladig växtart som beskrevs av J.F. Maxwell. Astronidium cuneatum ingår i släktet Astronidium och familjen Melastomataceae. Inga underarter finns listade i Catalogue of Life.